# Patu damtao
Espèce
Patu damtao est une espèce d'araignées aranéomorphes de la famille des Symphytognathidae.

## Distribution
Cette espèce est endémique du Viêt Nam. Elle se rencontre dans le parc national de Dam Tao.

## Description
Le mâle holotype mesure 0,60 mm.

## Étymologie
Son nom d'espèce lui a été donné en référence au lieu de sa découverte, le parc national de Dam Tao.

## Publication originale
- Li, Li & Lin, 2021 : « Taxonomic study on fourteen symphytognathid species from Asia (Araneae, Symphytognathidae). » ZooKeys, no 1072, p. 1-47 (texte intégral).